# Hardcore Justice 2013 (agosto)
Hardcore Justice 2013 è stata la decima edizione prodotta dalla federazione Total Nonstop Action Wrestling (TNA) e la prima a non essere interamente trasmessa in formato pay-per-view. L'evento ha avuto luogo il 15 agosto 2013 presso il Ted Constant Convocation Center di Norfolk in Virginia ed è stato trasmesso su Spike TV.

## Risultati
Trasmesso il 15 agosto
| # | Match                                                        | Stipulazioni                                                              | Durata |
| - | ------------------------------------------------------------ | ------------------------------------------------------------------------- | ------ |
| 1 | Kazarian ha sconfitto A.J. Styles, Austin Aries e Jeff Hardy | Ladder match per i 20 punti nella classifica della Bound for Glory Series | 17:45  |
| 2 | ODB ha sconfitto Gail Kim e Mickie James                     | Three-way match hardcore match                                            | 06:50  |
| 3 | Bobby Roode ha sconfitto Magnus, Mr. Anderson e Samoa Joe    | Tables match per i 20 punti nella classifica della Bound for Glory Series | 10:25  |
| 4 | Bully Ray ha sconfitto Chris Sabin (c)                       | Steel cage match per il titolo TNA World Heavyweight Championship         | 18:30  |
|   | (c) = campione in carica al momento dell'inizio del match.   |                                                                           |        |

Trasmesso il 22 agosto
| # | Match | Stipulazioni                                                                    | Durata |
| - | --- | ------------------------------------------------------------------------------- | ------ |
| 1 | Kazarian e Bobby Roode hanno sconfitto Gunner e James Storm | Tag team match                                                                  | 09:50  |
| 2 | Manik ha sconfitto Sonjay Dutt | Single match                                                                    | 04:35  |
| 3 | Joseph Park ha sconfitto Christopher Daniels, Jay Bradley e Hernandez                                                                                                   | Street Fight match per i 20 punti nella classifica della Bound for Glory Series | 10:25  |
| 4 | Gail Kim ha sconfitto ODB | Single match                                                                    | 07:00  |
| 5 | The Main Event Mafia (Sting, Samoa Joe, Magnus, Rampage Jackson) ed A.J. Styles hanno sconfitto Aces & Eights (Wes Brisco, Garett Bischoff, Devon, Mr. Anderson e Knux) | Five-on-Five Tag team match Loser Leaves TNA match                              | 16:45  |
|   | (c) = campione in carica al momento dell'inizio del match. |                                                                                 |        |